# Flögutindur
Flögutindur är en bergstopp i republiken Island. Den ligger i regionen Austurland, 400 km öster om huvudstaden Reykjavík. Toppen på Flögutindur är 918 meter över havet.
Närmaste större samhälle är Djúpivogur, omkring 19 kilometer söder om Flögutindur. Trakten runt Flögutindur består i huvudsak av gräsmarker.